# Sárközy Bence
Sárközy Bence (Cegléd, 1978. május 13. –) szerkesztő, a Libri Kiadói Csoport társtulajdonosa, kiadási igazgatója.

## Életútja
Felsőfokú tanulmányait a Szegedi Tudományegyetem Bölcsészettudományi Karán magyar nyelv és irodalom, illetve komparatisztika szakon folytatta. Oklevélszerzését követően a Szegedi Tudományegyetem posztgraduális hallgatója volt (2003–2006). 2003-tól a Magvető Könyvkiadó munkatársa lett előbb szerkesztőként, majd (2009 és 2011 között) főszerkesztőként. 2011-ben Halmos Ádámmal és Balogh Ákossal létrehozták a Libri-Bookline Csoport könyvkiadói üzletágát.

## Családja
2001-ben feleségül vette Farkasházi Rékát, házasságukból három gyermek – Benjámin (2004); Rebeka (2009) és Tamara (2018) – született.